# Gabriel Casseus
Gabriel Casseus (* 28. April 1972 in New York City) ist ein US-amerikanischer Schauspieler.

## Leben
In den 1990er Jahren spielte Casseus in mehreren Fernsehproduktionen mit. Seine erste Rolle erhielt er im Jahr 2000 im Film Teuflisch, als er eine kleine Rolle erhielt, in der er mit Brendan Fraser im selben Gefängnis sitzt und eine kleine Konversation mit selbigem führt. Des Weiteren spielte er 1998 im Thriller Fallen den Bruder von Denzel Washington.
In neuerer Zeit spielte Casseus in mehreren populären US-amerikanischen Serien mit, unter anderem in 24, Law & Order, Grey’s Anatomy, CSI: NY und CSI: Miami.

## Filmografie (Auswahl)
- 1995: New Jersey Drive
- 1996: Nightjohn (Fernsehfilm)
- 1996: Lone Star
- 1996: Get on the Bus
- 1997: Don King: Only in America (Fernsehfilm)
- 1997: Buffalo Soldiers (Fernsehfilm)
- 1998: Dämon – Trau keiner Seele (Fallen)
- 1998: Black Dog
- 1998: The Wedding (Fernsehfilm)
- 1999: Destiny – Einmal ganz oben stehen (Harlem Aria)
- 2000: Teuflisch (Bedazzled)
- 2000: Lockdown – Unschuldig im Knast (Lockdown)
- 2001: 15 Minuten Ruhm (15 Minutes)
- 2001: Black Hawk Down
- 2005: Brothers in Arms – Waffenbrüder (Brothers in Arms)
- 2009: Dough Boys
- 2009: G-Force – Agenten mit Biss (G-Force)
- 2010: Walk by Faith: After the HoneyMoon
- 2010: Takers – The Final Job (Takers)

## Auszeichnungen
- 1996: Nominiert für Independent Spirit Award